# Глорія Колстон
Глорія Колстон (англ. Gloria Colston) - французька акторка та діджей.

## Біографія
Глорія Колстон народилася у 2004 році у франко-американській родині. Її батько – американський діджей DJ Lord Jazz, член хіп-хоп гурту The Lords of the Undeground.
Грає музику з 4 років.  
DJ Glo віддана базовим елементам хіп-хопа: брейкдансу, репу та діджеїнгу.
Виступала на сцені разом з такими хіп-хоп виконавцями як Redman & Methodman, Onyx and Naughty By Nature, Keith Murray, Big Daddy Kane, Sugar Hill Gang.
У грудні 2016 року зіграла одну з головних ролей у французькому фільмі «2+1» (фр. Demain tout commence) режисера Г'юго Желена, в якому також знімалися Омар Сі та Клеманс Поезі.
Вільно володіє французькою та англійською. 